# Casa al carrer del Miracle, 22 (Balaguer)
La Casa al carrer del Miracle, 22 és un edifici de Balaguer (Noguera) protegit com a Bé Cultural d'Interès Local.

## Descripció
Es tracta d'un edifici d'habitatges afrontat al carrer del Miracle amb cantonada al carrer Sant Josep de planta baixa i tres pisos. Destaca la portada al centre de la façana amb forma d'arc de mig punt i amb una finestres enreixada a cada costat. Es compon de tres eixos verticals marcats per les obertures i pels eixos hortitzontals de les línies contínues dels balcons del primer i segon pis i per la cornisa que separa l'últim pis.